# Giovanni Secchiaroli
Giovanni Secchiaroli (Ripe, 2 gennaio 1923 – Bir Hacheim, 27 maggio 1942) è stato un militare italiano decorato di medaglia d'oro al valor militare alla memoria.

## Biografia
Nato in una famiglia di artigiani, era il minore di cinque figli di Settimio Secchiaroli e di Palmina Mastri; arruolatosi nell’autunno del 1939 nel 1° Centro automobilistico di Torino in qualità di aspirante meccanico aggiustatore, nel febbraio 1941, ottenuta la qualifica di specializzato, il brevetto di pilota di carro armato e la patente per autocarro Lancia Ro, veniva trasferito al 33º reggimento fanteria carristi di Parma.
Nell'autunno del 1941 veniva assegnato alla 1ª compagnia dell'VIII battaglione carri medi M13/40 del neocostituito 132º Reggimento fanteria carrista della 132ª Divisione corazzata "Ariete" in Nordafrica con il quale prese parte alla campagna del Nordafrica, prendendo parte, nel corso del 1941, alla 1ª e 2ª battaglia di Bir el Gobi e alla battaglia di Sidi Rezegh.
Dopo la riconquista di Bengasi il 10 febbraio 1942 venne promosso caporale.
Il 27 maggio 1942, nel corso della battaglia di Bir Hacheim, in qualità mitragliere di carro medio dell'VIII battaglione, benché ferito ed unico sopravvissuto del suo equipaggio, continuò a fare fuoco dal proprio carro immobilizzato fino a che non cadde ucciso da un ulteriore colpo anticarro.

## Onorificenze
Giovanni Secchiaroli è stato decorato di medaglia d'oro al valor militare alla memoria e nel 1975 l'VIII battaglione verrà ridenominato in suo onore 8º Battaglione carri "M.O. Secchiaroli"..